# Gemeinschaftskraftwerk Inn
La Gemeinschaftskraftwerk Inn, nota anche con l'abbreviativo GKI, è una centrale idroelettrica a media pressione edificata sul fiume Inn, nella regione di confine tra Austria e Svizzera, nell'Oberes Gericht. È entrata in esercizio nel 2022. La presa d'acqua si trova sotto Martina nella Regione Engiadina Bassa/Val Müstair, la centrale elettrica a Prutz nel Distretto di Landeck in Tirolo.

## Storia
I primi progetti per l'utilizzo delle acque tra Engadina e Tirolo erano già stati ideati negli anni Venti. A partire dal 1952, una commissione austro-svizzera si è occupata delle questioni legali dell'uso congiunto delle acque. Dopo oltre 50 anni di negoziati, nel 2005 è stato firmato un trattato internazionale tra i due Paesi.
Nel 2006 è stata fondata la Gemeinschaftskraftwerk Inn GmbH con la partecipazione di TIWAG, Verbund AG e Engadiner Kraftwerke (EKW). Verbund AG ha venduto la sua quota originaria del 50% a TIWAG nel 2014, cosicché nel 2020 quest'ultima deteneva l'86% dell'azienda ed EKW il 14%.
La costruzione dell'impianto è iniziata nell'estate 2014 partendo da tre cantieri: Ovella, dove si trova lo sbarramento; Maria Stein, dove è stato aperto lo scavo della galleria di testa; e Prutz in cui è stata intrapresa la costruzione della centrale di Prutz/Ried.
Le difficoltà geologiche del sito di costruzione dello sbarramento, che si trova al di sotto di una parete rocciosa instabile, hanno causato ritardi nel calendario del progetto. Lo sbarramento e la centrale elettrica sono stati completati nell'autunno 2018. La galleria di testa è stata scavata da Maria Stein con una fresa a tunnel (TVM). Il TVM Nord ha dovuto scavare una galleria della lunghezza di 9,8 km e ha raggiunto la sua destinazione presso lo sbarramento nell'aprile 2019, mentre il TVM Sud ha raggiunto la sua destinazione a Krafthaus Prutz/Ried nel mese luglio, dopo aver scavato 12 km di galleria.
La centrale è stata messa in funzione il 4 novembre 2022 dopo quasi otto anni di costruzione. A causa degli elaborati e impegnativi lavori di costruzione, i costi sono aumentati dai 460 milioni di euro stimati a 620 milioni di euro.

## Tecnologia
La centrale elettrica della comunità di Inn è una centrale di deviazione. L'acqua dell'Inn viene raccolta ad Ovella, circa 2,5 km sotto Martina, e condotta attraverso una galleria a pressione lunga 23,5 km collocata sul lato destro della valle, oltre il confine nazionale, fino alla centrale di Prutz/Ried, dove viene trattata da due turbine Francis. Le acque di scarico confluiscono nel fiume Inn attraverso un canale lungo 300 metri. La capacità installata della centrale è di 89 MW, la produzione annua prevista è di 414 GWh, che corrisponde a una produzione media prevista di poco meno di 50 MW.
Lo sbarramento forma un argine che arriva fino a Martina. Il serbatoio è profondo fino a 15 metri e ha una capacità utile di 500.000 m³. Allo sbarramento, l'acqua continua a essere rilasciata nell'Inn, stagionalmente e adattata all'afflusso nel corso superiore. L'acqua residua viene utilizzata in una centrale di drogaggio per generare elettricità.